# Lijst van beelden in Het Hogeland
Dit is een (onvolledige) chronologische lijst van beelden in Het Hogeland. Onder een beeld wordt hier verstaan elk driedimensionaal kunstwerk in de openbare ruimte van de Nederlandse gemeente Het Hogeland, waarbij beeld wordt gebruikt als verzamelbegrip voor sculpturen, standbeelden, installaties, gedenktekens en overige beeldhouwwerken.
| Geplaatst   | Omschrijving                                                | Kunstenaar                                                    | Straat                                                    | Plaats                     | Materiaal                                      | Afbeelding |
| ----------- | ----------------------------------------------------------- | ------------------------------------------------------------- | --------------------------------------------------------- | -------------------------- | ---------------------------------------------- | ---------- |
| 1883        | Emder Kaap                                                  | Quirinus Harder                                               |                                                           | Rottumeroog                | ijzer                                          |            |
| 1946        | Verzetsmonument (staande man)                               | Coen Schilt                                                   | Kostersgang                                               | Baflo                      | natuursteen                                    |            |
| 1947        | Bevrijdingsmonument                                         | Wladimir de Vries (vogel), Derk Jan Tinga (plaquette en muur) | Regnerus Praediniusstraat                                 | Winsum                     | natuursteen                                    |            |
| 1948        | Monument omgekomen inpolderaars                             | onbekend                                                      | dijk, bij Linthorst Homanpolder                           | Westernieland              | steen                                          |            |
| 1949        | oorlogsmonunument                                           | Bureau ir. Oom en Kuipers                                     | Boterdiep WZ                                              | Zuidwolde                  | natuursteen                                    |            |
| 1950        | Oorlogsmonument                                             | Thees Meesters                                                | Plantsoenweg                                              | Sauwerd                    | brons                                          |            |
| 1955        | zonder titel                                                | André Volten                                                  |                                                           | Uithuizen                  |                                                |            |
| 1959        | Oorlogsmonument Uithuizen                                   | Thees Meesters                                                | Kerkplein                                                 | Uithuizen                  | natuursteen                                    |            |
| 1960        | Gedenkteken voor mevrouw N. Ozinga-Veerman (ijzeren vogels) | Gerrit Piek                                                   | plantsoen H.N. Werkmansingel/ Burg. E.P. van Iperensingel | Leens                      | ijzer                                          |            |
| 1961        | Jongen met moker                                            | Wladimir de Vries                                             | Meeden                                                    | Winsum                     | brons                                          |            |
| 1962        | Reebokje                                                    | Wladimir de Vries                                             | J. Cohenstraat 25                                         | Uithuizen                  | brons                                          |            |
| 1962        | Het inwendige oor                                           | Willem Valk                                                   |                                                           | Warffum                    | brons                                          |            |
| voor 1965   | zonder titel, tegelmozaïek                                  | Anno Smith?                                                   | Damsterweg                                                | Kloosterburen              | keramiek                                       |            |
| 1968        | Vogels                                                      | Johan Sterenberg                                              |                                                           | Warffum                    | brons                                          |            |
| 1969        | Viskenij                                                    | Gerrit Piek                                                   | Gebroeders Gootjesstraat 2                                | Baflo                      |                                                |            |
| voor 1976   | Hert                                                        | onbekend                                                      | J. Kremerstraat                                           | Wehe-den Hoorn             | metaal                                         |            |
| 1976        | Arp Schnitgermonument                                       | Wladimir de Vries                                             | Geraldadrift, hoek Kennedylaan                            | Uithuizen                  | brons                                          |            |
| 1977        | Mensfiguratie                                               | Harm van Weerden                                              |                                                           | Warffum                    | natuursteen                                    |            |
| 1979        | Monument inpoldering                                        | onbekend                                                      | Schaapweg / Allard Kwastweg, bij Linthorst Homanpolder    | Westernieland              | steen                                          |            |
| 1979        | Buste Johan van Veen                                        | Onno de Ruijter                                               | Johan van Veenplein                                       | Uithuizermeeden            | brons                                          |            |
| 1981        | Droom                                                       | Jon Gardella                                                  | Appelhof                                                  | Winsum                     | brons                                          |            |
| 1982        | Oorlogsmonument                                             | ?                                                             | Achtervalge                                               | Leens                      | natuursteen                                    |            |
| 1982        | Rudolf Agricola                                             | Jan Steen                                                     | Kniestraat                                                | Baflo                      | natuursteen                                    |            |
| 1983        | De Wadloper                                                 | Harm Blanken                                                  | op de dijk                                                | Pieterburen                | staal                                          |            |
| 1984        | gedenkbank 100 jaar 'Hulp in Nood'                          | Abel Buitjes                                                  | Sluisweg                                                  | Zoutkamp                   |                                                |            |
| 1984        | Oorlogsmonument                                             | Saskia Thomassen-van Bruggen                                  | Kerkstraat, bij NH-kerk                                   | Eenrum                     | gietijzer                                      |            |
| 1984        | Herdenkingsmonument verdronken vissers                      | Abel Buitjes                                                  | Korte Hoofd                                               | Zoutkamp                   | steen en hout                                  |            |
| 1985?       | Boek(druk)kunst                                             | Hugo Hol                                                      | Berumstraat                                               | Zuidwolde                  | steen en koper                                 |            |
| 1986        | Meisje op steen                                             | Jan van Baren                                                 | Molenweg (aan het Boterdiep)                              | Bedum                      | natuursteen                                    |            |
| 1986        | Bizonnetje                                                  | Jef Depassé                                                   | achter school                                             | Adorp                      | roze graniet                                   |            |
| 1986        | zonder titel                                                | Willem Bouter                                                 |                                                           | Uithuizermeeden            |                                                |            |
| 1986        | Geloof, hoop en liefde                                      | onbekend                                                      | Marneweg / Leensterweg                                    | Kruisweg                   |                                                |            |
| 1987        | Paard                                                       | Folkert Reitsma                                               | hoek Stationsweg/Havenstraat                              | Warffum                    | brons                                          |            |
| 1988        | De Boeter                                                   | Gosse Dam                                                     | Reitdiepskade                                             | Zoutkamp                   | brons                                          |            |
| 1989        | Hendrik Werkman-monument                                    | Ben Joosten                                                   | Hoofdstraat                                               | Leens                      | eiken en brons                                 |            |
| 1989?       | Tiggeljongen                                                | Jozephine Wortelboer                                          | Regnerus Praediniusstraat                                 | Winsum                     | brons                                          |            |
| 1993        | Sesimbra                                                    | Tiddo Nieboer                                                 | Ritzemastraat, bij gemeentehuis                           | Leens                      | cortenstaal                                    |            |
| 1993        | Herdenkingsmonument                                         | Jan Pieter Gootjes                                            | Grotestraat (tegenover het gemeentehuis)                  | Bedum                      | graniet                                        |            |
| 1993        | Herdenkingsmonument                                         |                                                               | Raadhuisstraat                                            | Usquert                    | baksteen met 2 plaquettes                      |            |
| 1994        | Herdenkingsmonument                                         |                                                               | Oude Lauwerszeedijk - Westpolder                          | Lauwersmeer                | steen                                          |            |
| 1995        | Kinetische Kubus                                            | Aizo Betten                                                   | Bekemalaan                                                | Warffum                    | staal                                          |            |
| 1996        | De Poort                                                    | Onco Tattje                                                   | Strandweg / Marneweg                                      | Lauwersoog                 | beton                                          |            |
| 1997        | Joods monument                                              | Derk Jan Tinga                                                | Jodengang                                                 | Eenrum                     | zwerfsteen met brons                           |            |
| 1997        | "Tante Bep"                                                 | Stephen Beale                                                 | Noorderstraat / Markstraat                                | Ulrum                      | steen                                          |            |
| 1998        | Danspaar                                                    | Aizo Betten                                                   | Schaapweg                                                 | Warffum                    | messing                                        |            |
| 1998        | ...en Liudger deed Bernlef zien...                          | Jaap van Meeuwen                                              | Kerkstraat                                                | Usquert                    | ijzer                                          |            |
| 1999        | Buste Jan Boer                                              | Greet Grottendieck                                            | Kloosterweg 17                                            | Rottum                     | brons                                          |            |
| 1999        | Walfridus                                                   | Iris Le Rütte                                                 | Walfriduslaan                                             | Bedum                      | brons                                          |            |
| 2001        | Jacobsmonument                                              | Jan Piet van den Berg en Jan Spijk                            | Bij Jacobus de Meerderekerk                               | Uithuizen                  | Belgisch hardsteen en lariks] omkleed met lood |            |
| 2002        | Poort Kaap Noord                                            | René de Boer                                                  |                                                           | Noordkaap, Uithuizermeeden | staal                                          |            |
| 2003        | Onze Lieve Vrouwe van de Besloten Tuin                      | Miguel Bejarano Moreno                                        | Kluiskapel                                                | Warfhuizen                 | Genadebeeld van ceder                          |            |
| 2003        | Boeskoolboer                                                | Gosse Dam                                                     | Koolstraat                                                | Zuidwolde                  | brons                                          |            |
| 2003        | Ora et labora                                               | Gert Sennema                                                  | Plantsoen                                                 | Bedum                      | brons en baksteen                              |            |
| 2006        | Vis                                                         | Jaap van Meeuwen                                              |                                                           | Uithuizermeeden            |                                                |            |
| 2009        | Irréel                                                      | Meschac Gaba                                                  |                                                           | Wierhuizen                 | staal                                          |            |
| 2011        | Kedellapper                                                 | Jaap van Meeuwen                                              | Blink                                                     | Uithuizen                  | brons                                          |            |
| 2013        | Garnalenpelster                                             | Gosse Dam                                                     | Dorpsplein / Havenstraat                                  | Zoutkamp                   |                                                |            |
| 2014        | Silhouet van een zeearend                                   | onbekend                                                      | Strandweg                                                 | Lauwersoog                 | staal                                          |            |
| 2014        | Sunbin                                                      | Lennaert Roos                                                 | Ubbo J. Mansholtplein                                     | Winsum                     |                                                |            |
| voor 2015   | Aeolusharp                                                  | Mark Lester                                                   | Hoofdstraat, bij 'Domies Toen'                            | Pieterburen                |                                                |            |
| 2021        | Boegbeeld: herdenking afsluiten van Lauwerszee              | Gert Sennema                                                  | Achter dijk bij sluis                                     | Zoutkamp                   | Cortenstaal (romp), brons (zeearend)           |            |
| (1962) 2021 | baksteenmozaïek                                             | Jan van der Zee                                               | Mernaweg 55, (Kunstcentrum De Ploeg)                      | Wehe-den Hoorn             | baksteen                                       |            |
| (1958) 2025 | Muurschildering in drie delen                               | Jan van der Zee                                               | Mernaweg 55, (Kunstcentrum De Ploeg)                      | Wehe-den Hoorn             |                                                |            |
| ?           | Organic Steel                                               | Henk Slomp                                                    | Burg. Wiersumstraat                                       | Eenrum                     | cortenstaal                                    |            |
| ?           | Het jagertje                                                | Fred Mennens                                                  | Uiterdijk                                                 | Onderdendam                |                                                |            |